# Les Tres Bessones
Les Tres Bessones (no Brasil: As Trigêmeas e em Portugal: As Três Irmãs), são personagens da série de livros da escritora catalã Roser Capdevila, que também era ilustradora, e trabalhava nos desenhos dos livros. As três personagens foram baseadas, nas filhas trigêmeas da escritora, chamadas Anna, Teresa e Helena. As histórias dos livros também foram adaptadas para a televisão, em forma de uma série de desenho animado infantil, na qual a autora Roser Capdevila, trabalhou como diretora de arte.
A série animada em seu idioma original, tem o título de : "Les Tres Bessones", e é falada na língua catalã. Mas também foi dublada em várias outras línguas, como em espanhol onde ganhou o título de: "Las Tres Mellizas", e o português do Brasil: "As Trigêmeas", e português de Portugal: "As Três Irmãs", o desenho foi dublado ainda em inglês, onde é conhecido com o título de: "The Triplets".

## História
As Trigêmeas foram criadas em 1983, baseadas nas filhas da escritora e ilustradora Roser Capdevila, nascidas em 1969. As histórias dos livros foram bem sucedidas, e imediatamente começaram a ser publicadas em muitos países. Em 1985, foi adicionado uma nova personagem, a tia das trigêmeas "Bruxa Onilda" ("La Bruixa Avorrida"), que passou a mandar as três para dentro de clássicos da literatura infantil, ou acontecimentos históricos envolvendo Marco Pólo, Cristóvão Colombo ou Cleópatra.
Em 1994, a Cromosoma e Televisió de Catalunya criaram uma série de desenhos animados baseada nos livros das trigêmeas. A série foi muito bem sucedida e rentável, o que conduziu à produção de uma segunda série chamada A Bruxa Onilda, produzida juntamente com a France 3, Canal J e Storimages. A nova série tinha como personagem principal a tia das trigêmeas Bruxa Onilda, que contava para suas primas Beth e Lavínia, as aventuras vividas por ela desde o seu nascimento e infância, até sua idade atual. Em 2004, a série "As Trigêmeas" completou 104 episódios, enquanto "A Bruxa Onilda" , completou 52. Os episódios foram traduzidos para 35 idiomas diferentes, e têm sido apresentados em 158 países.
Nos primeiros episódios da série animada, o design das trigêmeas era bem simples, parecido com as ilustrações dos livros originais, com o tempo elas foram ganhando traços mais arredondados e modernos, e ficando mais "bem desenhadas". Mas em episódios produzidos mais recentemente, após o ano de 2004, os artistas voltaram a utilizar os traços simples da primeira temporada, para manter as personagens parecidas com as ilustrações dos livros. Desta maneira, os episódios de 2004 se parecem visualmente com os mais antigos de 1994, mas podem ser diferenciados por apresentarem alguns cenários em 3D.

## Desenho no Brasil
A série animada estreou no Brasil pelo Canal Futura em 1998 e em 1999, passou também pela Rede Globo, no programa Angel Mix comandado pela apresentadora Angélica, depois começou a passar no Festival de Desenhos, durante o período de 2002 à 2004. Foi exibido também pela TV paga nos canais Cartoon Network, Disney Junior e Boomerang. Os episódios mostravam as aventuras de Anna, Teresa e Helena, três irmãs gêmeas, que quando se comportavam mal, eram punidas pela Bruxa Onilda que as mandava para dentro de hitórias infantis, e contos de fadas. Atualmente, é exibido no Canal Futura, de segunda a domingo às 11h. No dia 23 de março de 2009, novos episódios da segunda temporada da série foram exibidos no canal, os mesmos exibidos em 2004 no Cartoon Network e, mais tarde, no Boomerang. Na Rede Globo, os episódios da segunda temporada ainda não foram exibidos.

## Desenho em Portugal
A série animada estreou em Portugal pela SIC no espaço Buéréré em 1997, mais tarde de 2005 a 2007 no canal de TV paga Disney Channel e finalmente no Canal Panda de 2011 a 2013.

## Personagens
- Ana: É a mais velha das trigêmeas, é muito romântica e engraçada. Usa roupa azul
- Teresa: É a do meio das trigêmeas, é a mais esperta, e usa roupa rosa.
- Helena: É a mais nova das trigêmeas, é muito comilona e romântica. Usa roupa verde
- Bruxa Onilda - É a vilã da série. Uma bruxa má boa parte do tempo que vive tentando punir as trigêmeas mandando-as para as histórias sempre que aprontam alguma coisa. Segundo ela se as histórias não tiverem um final feliz elas ficarão presas nelas para sempre o que nunca acontece já que as meninas sempre dão um jeito de vencer no final mesmo que muitas vezes ela tente sabotar para que elas não consigam ter um final feliz. Ela sempre tenta se aliar aos vilões das histórias mesmo que a maioria a ignore por acharem que as trigêmeas não são uma ameaça como ela diz ser. No final ela sempre acaba se dando mal. Apesar de ser a vilã algumas vezes ela demonstra não ser tão malvada chegando até a ajudar as meninas, e bem no fundo gosta delas. Ela também é a protagonista do spin-off A Bruxa Onilda.
- Coruja: É a coruja de estimação falante da Bruxa Onilda. Ajuda-a muitas vezes em seus planos embora que em algumas ocasiões não goste das maldades dela. É frequentemente transformado num objeto pela Bruxa Onilda numa forma de punição ou para usá-lo em algum plano.
- Ratos: Três pequenos ratos que frequentemente aparecem junto das Trigêmeas. Não são personagens muito importantes, mas frequentemente fazem pequenas aparições cômicas nos desenho.

### Secundários
- Pais da Trigêmeas - São os personagens que mais aparecem nos episódios contracenando com as meninas antes e depois delas irem as histórias. Eles desconhecem as travessuras de suas filhas já que a Bruxa Onilda sempre as pega antes deles as verem.
- Professora - Geralmente aparece nos episódios em que elas estão na escola. É praticamente a que mais sofre com as travessuras das meninas, mas mesmo assim nunca as castiga severamente.
- Avó - Aparece algumas vezes nos episódios principalmente quando as meninas a visitam em sua casa no campo. Ao que parece ela mora sozinha.

## Episódios
| Temporada | Episódios | Exibição Espanha | Exibição Brasil                          | Exibição Portugal |
| --------- | --------- | ---------------- | ---------------------------------------- | ----------------- |
| 1         | 65        | 1997 - 1999      | 12 de Outubro, 1998 - 8 de Janeiro, 1999 | 1999 - 2000       |
| 2         | 39        | 2003             | 8 de Julho, 2004 - 23 de Setembro, 2004  | 2006 - 2007       |